# Chalcopsitta cardinalis
O Lóris-cardinal (Chalcopsitta cardinalis) é uma espécie de ave da família Psittacidae.
Pode ser encontrada nos seguintes países: Papua-Nova Guiné e Ilhas Salomão.
Os seus habitats naturais são: florestas subtropicais ou tropicais húmidas de baixa altitude e florestas de mangal tropicais ou subtropicais.